# Morro del Quer
El Morro del Quer és una muntanya de 1.241 metres que es troba al municipi de Vidrà (Osona) tot i que la cinglera en si pertany a Llaers, municipi de Ripoll. Ofereix unes vistes panoràmiques del Bisaura, el veïnat de Llaés, amb el castell i les Baumes, i una panoràmica de 360° des del Montseny fins al Ripollès i la Cerdanya, passant pel Pedraforca i el Cadí.